# Ла-Маддалена
Ла-Маддалена (італ. La Maddalena, сард. Sa Madalena, вен. Ła Madałena) — муніципалітет в Італії, у регіоні Сардинія, провінція Сассарі. До 2016 року муніципалітет належав до провінції Ольбія-Темпіо.
Ла-Маддалена розташована на відстані близько 270 км на захід від Рима, 230 км на північ від Кальярі, 35 км на північ від Ольбії, 45 км на північний схід від Темпіо-Паузанії.
Населення — 11 408 осіб (2014).

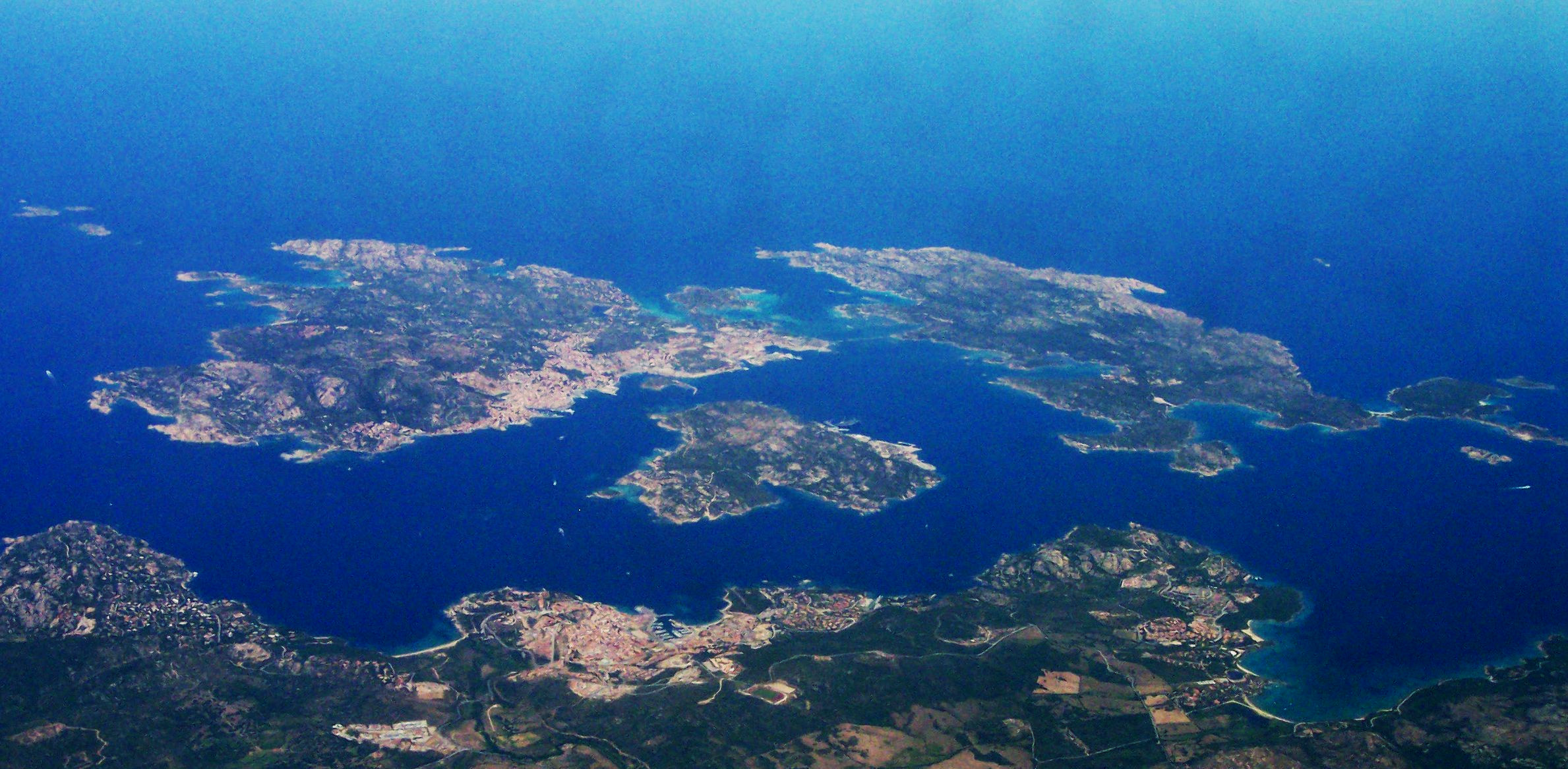

Щорічний фестиваль відбувається 22 липня. Покровитель — Santa Maria Maddalena.

## Демографія
Населення за роками:

Станом на 1 січня 2023 року в муніципалітеті офіційно проживало 480 іноземців з 45 країн, серед них 221 громадянин країн Євросоюзу та 22 громадяни України.